# Политура
Политу́ра (лат. politura — шлифовка, полировка, отделка) — жидкость, используемая в отделочных работах. Политурой покрывают деревянные поверхности, чтобы добиться зеркального блеска и сохранить и чётко выявить текстуру древесины. Представляет собой спиртовой раствор смолистых веществ.
Наиболее распространена, как более качественная, шеллачная политура — 10—20-процентный спиртовой раствор шеллака.

Существует также берестяная политура (берестяная смола — 12 %, этиловый спирт — 66 %, бутиловый спирт — 22 %).

При отделке нитроцеллюлозных покрытий используют нитрополитуру: 7 % раствор коллоксилина, цикло-гексанон-формальдегидной смолы и пластификатора в смеси органических растворителей.
Обычно деревянные поверхности мебели натирают в несколько слоёв до зеркального блеска тканевым тампоном, смоченным политурой.

## Политура в культуре
Благодаря высокому содержанию спирта может употребляться в качестве суррогатного алкогольного напитка.
В литературе с 1962 года (Ю. С. Семёнов, «Петровка, 38») по середину 1990-х годов можно встретить упоминания питья политуры с целью достижения максимально дешёвого алкогольного опьянения (как правило, казенную политуру воровали на работе). Ранее, в 1923 году, Илья Эренбург в сборнике «Тринадцать трубок» (рассказ «Одиннадцатая трубка») упомянул политуру, наряду с одеколоном, как алкогольный эрзац.
Упоминание об употреблении политуры в качестве алкогольного напитка есть также в произведениях Шукшина, Довлатова, Ерофеева («Москва-Петушки»: «Не буду вам напоминать, как очищается политура, это всякий младенец знает. Почему-то никто в России не знает, отчего умер Пушкин, — а как очищается политура — это всякий знает.»), Шаова и Подервянского. В этом ключе политура, а также одеколон, упоминается в песнях групп «Любэ» — «Дядя Вася», «Oxxxymiron», «Лесоповал», «Машина времени», «Сонечка» и группы «Kanopola» «Ира (антигламур)», а также группы «Ленинград», «Краденое солнце», В. Высоцкого, Леонида Сергеева («…а я, как десантура, глотаю политуру…»), Вилли Токарева («…я политуру пил не раз, из-за неё ослеп на глаз, кишки мои она давно проела»), ДДТ «Суббота», Скив и Строри — «Политура», Narkotiki — «Не говори со мной», песне Александра Дольского — «Рецепты коктейлей», Ю. Г. & Da B.O.M.B. — Мимо.
Человек, регулярно употребляющий политуру, на советском жаргоне именовался политруком.
- Лаковая шкатулка с инкрустацией перламутровым пионовым декором, Империя Мин, XVI век
- Бутылка саке в стиле маки-э с эмблемой мон рода Токугава, Япония, период Эдо
- Китайский шестиконечный поднос, покрытый красным лаком по дереву, из династии Сун (960–1279), XII–XIII века, Музей Метрополитен.
- Маки-э и шкаф с инкрустацией из перламутра, который был экспортирован из Японии в Европу в XVI веке.
- Гербовый экран
- Овальный поднос с китайской резьбой, лакированный, династия Юань, ок. XIII века.
- Контейнер для китайской лаковой посуды времён династии Мин, датированный XVI веком.
- Коробка для одежды, украшенная свитками пионов, времён династии Чосон, Корея, XVII век.
- Инро в лаке маки-э, период Эдо, Япония, XVIII век
- Ящик для пикника с изображением сцены из Повести о Гэндзи в лаке маки-э, период Эдо или Мэйдзи, Япония, XIX век